# Göttrik
Göttrik, noto anche come Gudfred, Godfred, Gøtrik, Godofrido, Godofridus e Godofredus (Danimarca, ... – Danimarca, circa 810), fu un re semi-leggendario danese che governò indicativamente dall'804 all'810.

## Fonti
Gli Annales regni Francorum citano Göttrik per la prima volta nel 804.
Il Gesta Danorum inserisce Göttrik nella lunga lista di re danesi oggi considerati leggendari, come successore di Gormo I e predecessore di Olavus II. Secondo Saxo Grammaticus, Göttrik era "molto potente e generoso, caratterizzato da coraggio e gentilezza" e accrebbe il proprio potere estendendo la guerra al di fuori del regno danese.

## Biografia
Göttrik era il figlio più giovane di Sigurd, che regnò dal 770 circa al 800.
Si crede che Halfdan, un fratello di Göttrik, fosse jarl di qualche ricca città sull'Ejder, nel nord della Frisia.
Sulla vita di Göttrik prima del regno non si conosce nulla. Fa la sua prima comparsa in occasione delle guerre franche del 804 contro gli Slavi Obodriti e i Sassoni. In quell'anno un esercito franco penetrò nell'area dell'Ejder, ai confini meridionali della Danimarca; per fermarli, Göttrik intavolò con i Franchi un accordo diplomatico. È indubbio che Göttrik temeva di diventare il prossimo avversario dei Franchi, che proprio nel 804 sottomisero definitivamente i Sassoni Nordalbingi.
Nel 808, sempre nell'intento di svolgere un ruolo antagonista rispetto a Carlo Magno, Göttrik distrusse la città slava di Reric, uccidendo Godoslav (padre di Rjurik), e ne deportò i mercanti (e probabilmente l'intera popolazione) a Hedeby. Da quel momento ebbe inizio la fortuna della città.
Nel 810 Göttrik guidò una flotta di 200 navi lungo le coste della Frisia. Riscattò 100 libbre d'argento durante la spedizione e occupò il territorio, Dorestad compresa. Per proteggere il confine franco contro nuovi raid, Carlo Magno ingaggiò altri capi vichinghi per contrastare Göttrik.
Secondo Saxo Grammaticus il re introdusse una forma di tassazione nella zona occupata, e descrive il modo in cui riscuoteva queste tasse. Il re fece costruire alcuni edifici lunghi circa 73 metri, divisi in 12 sezioni. A un capo dell'edificio si trovava il tesoro di Göttrik, mentre all'altro stava uno scudo. I Frisoni dovevano gettare le monete o altri tributi su questo scudo. Un metodo analogo di tassazione era già presente nella zona del Lauwers, noto come clipscelda. Nella stessa estate Göttrik venne ucciso da un suo húskarl; secondo Notker il Balbuziente fu proprio un figlio di Göttrik a ucciderlo.